# Тускуланские беседы
Тускуланские беседы (Тускуланские диспуты, лат. Tusculanae disputationes) — философская работа Цицерона об этике.

## Общие сведения
Трактат был закончен, по-видимому, осенью 45 до н. э. Формально относится к жанру философского диалога, но отличается от обычной его формы, которую Цицерон использовал в предыдущих сочинениях, и скорее представляет собой серию из пяти докладов или лекций, где собеседник выступает в роли ученика, который не спорит с учителем, а лишь ставит тезис, а потом задаёт вопросы. Такую форму изложения, восходящую к стилю Карнеада, Цицерон позаимствовал у Филона Ларисейского, и называет греческим термином «школа» (scholae)..
Благодаря блестящему стилю изложения «Тускуланские беседы» всегда считались одним «из самых прекрасных и влиятельных» произведений Цицерона.
Трактат, посвящённый Марку Бруту, состоит из пяти книг, в которых представлены пять воображаемых бесед, происходивших на тускуланской вилле Цицерона.
- 1. О презрении к смерти (De morte contemnenda)
- 2. О перенесении боли (De dolore tolerando)
- 3. Об утешении в горе (De animi aegritudine lenienda)
- 4. Об иных страстях (De aliis animi perturbationibus)
- 5. О самодостаточности добродетели (De virtute, beatae vitae tutrice, букв.: о добродетели, хранительнице блаженной жизни)

Собеседники обозначены литерами М и А, которые обычно расшифровывают как М(арк) и А(ттик). Основной темой бесед является «эвдемония», то есть возможность достижения блаженной (счастливой) жизни, и таким образом «Тускуланские беседы» являются продолжением предыдущего трактата Цицерона — «О пределах блага и зла» — в котором рассматривался вопрос о предельном благе.

## Книга первая
В первой книге разбирается вопрос о страхе перед смертью, и о том, следует ли вообще считать смерть злом. Для Цицерона, потерявшего в том году любимую дочь, и очень о ней скорбевшего, это был вопрос не праздный. Поскольку для ответа на него надо было определиться с тем, что из себя представляет человеческая душа, и какова может быть её участь в посмертии, Цицерон кратко описывает мнения основных философских школ о природе души (§ 18—22), и выбирает точку зрения Платона (наиболее оптимистичную), считающего душу вечной и бессмертной. Так как это мнение отнюдь не было общепринятым, он также рассматривает взгляды главы стоической школы Панетия, отрицавшего идеи Платона о нерождённости и предсуществовании души, и утверждавшего, что души рождаются, как и тела, и, как и всё, что рождается, обречены смерти (§ 79—81). Поскольку, если прав Платон, то добродетельную душу после смерти ждёт блаженство, а если прав Панетий, то после смерти просто не будет ничего, Цицерон делает вывод, что бояться не стоит ни в одном из этих случаев.
Третий вариант, при котором души обречены после смерти влачить призрачное существование в загробном мире, Цицерон отвергает на том основании, что, если

...даже мертвые несчастны, то поистине мы рождаемся на вековечное несчастие. Ведь тогда несчастны даже те, кто уже сто тысяч лет как умерли, да и вообще все, кто когда-либо был рожден на свет.— Цицерон. Тускуланские беседы. I, 9.
По его мнению, все это «дикие выдумки поэтов и художников», между тем, как именно эта точка зрения господствовала в античной религии.

## Книга вторая
Во второй книге разбирается вопрос о том, является ли боль наибольшим злом. Это мнение Цицерон отвергает сразу, поскольку для него очевидно, что позор, стыд или бесчестье являются для достойного человека куда большим злом, чем боль (§ 14). Затем он рассматривает взгляды философов на этот вопрос, высмеивая лицемерие эпикурейцев и стоиков (§ 15—18). Основная часть книги представляет собой сборник примеров из литературы и жизни, иллюстрирующих стойкость героев, мудрецов и обычных людей — легионеров, кулачных бойцов и гладиаторов.

Жестоки гладиаторские зрелища, многим они кажутся бесчеловечными, и пожалуй, так оно и есть — по крайней мере, теперь; но когда сражающимися были приговоренные преступники, то это был лучший урок мужества против боли и смерти, — если не для ушей, то для глаз.— Цицерон. Тускуланские беседы. II, 41.
Вывод из всего этого достаточно прост — философ должен мужественно переносить боль, не теряя при этом лица:

Стенать мужчине иногда позволительно, хоть и редко; вопить непозволительно даже и женщине.— Цицерон. Тускуланские беседы. II, 55.
Если же телесные страдания станут воистину невыносимы, ничто не мешает мудрецу прекратить их в любое время вместе с жизнью (§ 67).

## Книга третья
В третьей книге разбирается вопрос об утешении при нравственном страдании. Цицерон излагает точку зрения стоиков (§ 14—21), затем прочих школ. По его словам, философия — есть «наука об исцелении души», но процесс этого исцеления будет постепенным и нескорым. В этой книге Цицерон в основном опирается на стоические взгляды, и язвит по поводу эпикурейцев, считающих (по его мнению), что надо стремиться к удовольствию, а закалять свой дух мыслями о возможности предстоящих бедствий не стоит, поскольку это отравит нынешние удовольствия, а судьба всё равно сумеет нанести такой удар, какой человек не в силах предусмотреть. Если уж случилось горе, то мудрец должен утешаться воспоминаниями о прошлых удовольствиях и надеждой на будущие. Вопреки этому мнению, Цицерон вместе со стоиками считает, что мудрец способен достичь высокой степени бесстрастия, которая сделает его недоступным горю, а постоянное размышление приучит к мысли о неизбежности потерь.

Из этих слов явствует, что несчастья горьки для тех, кто их не предвидел. Несомненно, все, что считается злом, от неожиданности делается ещё хуже. И хотя не одним этим усиливается скорбь, все же при смягчении боли многое зависит от подготовленности души и от общей готовности — пусть же человек всегда помнит о своей человеческой участи. И поистине замечательно и божественно — заранее держать в мысли и понимании удел всех людей, ничему происходящему не удивляться и не мнить, будто чего нет, того и быть не может.— Цицерон. Тускуланские беседы. III, 30.

## Книга четвёртая
В четвёртой книге, продолжающей тему предыдущей, рассматривается вопрос о том, как преодолеть действие прочих страстей, мешающих достичь невозмутимого спокойствия и ясности духа, потребного для счастья.

...если горе не властно над душой мудреца, то и ничто другое не властно. Что ещё может его тревожить? Страх? Но страх — это то же горе, только причиняемое не тем, что есть, а тем, чего ещё нет. Освободиться от горя — значит освободиться от страха. Остаются ещё две страсти: буйная радость и желание; если и для них недоступен мудрец, то душа его будет всегда спокойна.— Цицерон. Тускуланские беседы. IV, 8.
Цицерон приводит стоическую классификацию страстей (§ 14—21), критикует мнение перипатетиков о том, что страсти душе необходимы, и нужно лишь, чтобы они не преступали положенные им границы (§ 38—46). Затем он цитирует определение страсти, данное Зеноном:

...страсть есть движение души, противное разуму и направленное против природы; или, короче, страсть есть сильнейший порыв — сильнейший, то есть далеко отступающий от постоянной меры природы.— Цицерон. Тускуланские беседы. IV, 47.
Далее рассматриваются способы преодоления страстей и страха. В основном они сводятся к тому, что следует выработать взгляд на страсти, как на ложные представления (§ 60—81).

## Книга пятая
Пятая беседа посвящена основному для Цицерона вопросу моральной философии — достаточно ли совершенной добродетели (достигнутой в первых четырёх книгах) для того чтобы обрести блаженную жизнь. Эта книга является ответом на присланное Цицерону сочинение Брута «О добродетели», в котором тот, ссылаясь на Антиоха Аскалонского, утверждает, что хотя духовного совершенства достаточно для счастливой жизни, но помимо добродетели существуют и некоторые другие блага (§ 21).
Казалось бы, справедливость утверждения Брута настолько очевидна, что не нуждается в доказательствах, но, поскольку с ним не согласны стоики и эпикурейцы, а академики прибегают к уловкам, чтобы уйти от прямого ответа (§ 22—24), Цицерон с большим литературным талантом разоблачает их заблуждения, а затем, будучи опытным полемистом, меняет аргументацию, чтобы доказать их же правоту.
Он обращается к сочинению Теофраста «О блаженной жизни», где тот

...подробно доказывает, почему не может быть блажен человек под муками и пытками. Это там он будто бы говорит, что на колесо (есть такая казнь у греков) блаженная жизнь никогда не всхаживала.— Цицерон. Тускуланские беседы. V, 24.
Следом за этим Цицерон вновь высмеивает Эпикура и его последователей.

«Судьба не властна над мудрецом», — что может быть лучше сказано? Но говорит это человек, считающий боль не только высшим, но и вообще единственным злом; что он скажет, если острейшая боль согнет ему все тело, как раз когда он будет на словах торжествовать над Судьбой?— Цицерон. Тускуланские беседы. V, 26.
После он критикует мнение Зенона и его школы о добродетели.
Затем Цицерон доказывает, что настоящим благом можно считать лишь то, что нравственно (§ 43), ибо в противном случае слишком многие вещи, не только богатство и славу, но даже белизну зубов и приятный цвет кожи придется объявить благами (§ 46).
Из этого следует, что «добродетели достаточно, чтобы жить мужественно, а значит — блаженно».
Далее приводятся яркие примеры из жизни людей, достигших богатства, высших почестей и власти, но при этом осквернивших себя пороками и преступлениями: Цинны (в сравнении с Лелием), Мария (в сравнении с Катулом) и Дионисия Сиракузского (в сравнении с Архимедом) (§ 54—66). Там же рассказывается и знаменитая притча о Дамокловом мече. С помощью этой демонстрации моральных контрастов Цицерон показывает, насколько праведная жизнь мудреца предпочтительней жизни тирана, страдающего от собственных пороков.
Поскольку представление о блаженной жизни предполагает, «чтобы наш блаженный человек был неуязвим, защищён от всех опасностей, окружен стеною и укреплениями, чтобы в нём не было даже малого страха, а только совершенное бесстрашие», а никакая философия таких условий обеспечить не может, то чтобы объявить добродетель достаточной для достижения блаженства, следует изменить представление о предельном благе, исключив из этого понятия все блага внешние и телесные (§ 76).
При этом условии добродетель становится самодостаточным благом (так как все прочие исключены), и обладающий ею пойдёт (теоретически, по крайней мере) на любое страдание, и даже на смерть, лишь бы не изменить себе и сохранить это благо. Такова позиция стоиков, к которой, по словам Цицерона, ему добавить нечего (§ 80—82).
Затем Цицерон пытается согласовать с этим учением стоиков доктрины остальных школ, и находит, что это вполне возможно (§ 83—96), даже в отношении Эпикура, которого немного ранее сам Цицерон называл «человеком, который только притворялся философом, сам себе присваивая это имя» и «рассуждал почти как животное».
Заключительная часть пятой книги посвящена доказательствам того, что мудреца, достигшего предельного блага, не одолеют никакие страсти и не сломят никакие удары судьбы (§ 96—117), а если всё-таки судьба соберётся с силами, и в придачу к нищете, всеобщему презрению, изгнанию из отечества обрушит на мудреца слепоту, глухоту и «самые тяжкие телесные недуги», то у него остаётся выход, рекомендованный ещё в конце второй книги.

Мне в нашей жизни очень уместною кажется греческая застольная поговорка: «Или пей, или уходи скорей». В самом деле: нужно или вместе с остальными разделять наслаждение выпивки, или уйти прочь, чтобы не пострадать трезвому в буйстве пьяных. Вот каким образом даже если ты не в силах сносить удары судьбы, то можешь уйти от них.— Цицерон. Тускуланские беседы. V, 118